# Піая мала
Піая мала (Coccycua minuta) — вид зозулеподібних птахів родини зозулевих (Cuculidae). Мешкає в Південній Америці і Панамі.

## Опис

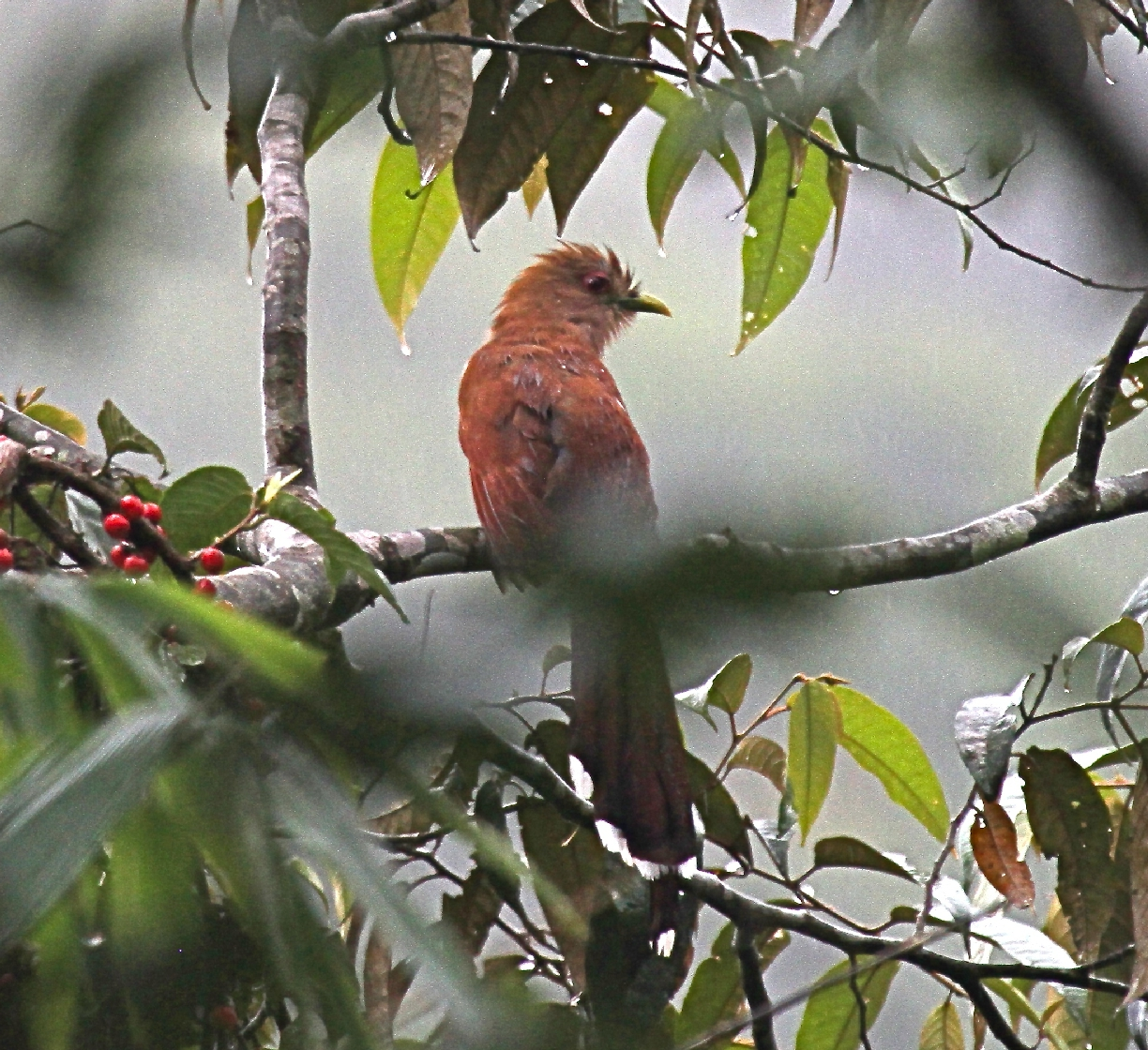
Мала піая

Довжина птаха становить 27 см, вага 40 г. Забарвлення переважно каштанове, нижня частина живота сірувата, хвіст коричнюватий, кінчики стернових пер білі. Дзьоб жовтий, короткий, дещо вигнутий. Райдужки червоні. Молоді птахи мають переважно темно-коричневе забарвлення, дзьоб чорний, білі плямки на кінчику хвоста відсутні.

## Підвиди
Виділяють два підвиди:
- C. m. gracilis Heine, 1863 — від східної Панами до північної Болівії;
- C. m. minuta (Vieillot, 1817) — від східної Колумбії до Гвіани, Перуанської і Бразильської Амазонії.

## Поширення і екологія
Малі піаї мешкають в Панамі, Колумбії, Еквадорі, Перу, Болівії, Венесуелі (зокрема на островах Ла-Тортуга, Маргарита та інших), Гаяні, Суринамі, Французькій Гвіані, Бразилії та на острові Тринідад. Вони живуть в чагарникових заростях поблизу водойм та в мангрових лісах, на висоті до 900 м над рівнем моря. Живляться комахами та іншими безхребетними, яких шукають в чагарниках. Гніздо чашоподібне, в кладці білих 2 яйця. Не практикують гніздовий паразитизм.